# Sint-Laurentiuskerk (Wurfeld)
De Sint-Laurentiuskerk (of Sint-Laurentiuskapel) is een neogotisch kerkje aan Kapelweg 67, nabij het Kasteel van Wurfeld, in het Maaseikse gehucht Wurfeld.
In 1640 werd de kapel gesticht door Willem Croll en Jacob Croll, beiden kanunniken van het Kapittel van Onze-Lieve-Vrouw te Maaseik. Ze werd bediend door de Kruisheren aldaar. Nabij de kapel bouwden de gebroeders Croll een woonverblijf, dat uitgroeide tot het kasteel aldaar. Het kasteel ging -met de kapel- over naar diverse families.
Tijdens de Franse periode werd de kapel niet onteigend. Wel moesten -in 1797- alle beelden uit de kerken worden verwijderd. Een Sint-Anna-te -Drieën, toegestreven aan de Meester van Elsloo, bevindt zich sindsdien in het kasteel.
In 1900 liet de toenmalige kasteelheer, Ludovic Nagels, de kapel afbreken en vervangen door een nieuw kerkje. Dit werd een neogotische zaalkerk, ontworpen door Mathieu Christiaens. In 1953 werd de kerk nog vergroot met een transept, twee zijbeuken onder platdak, en aanbouwsels aan het koor.
In het kerkje bevindt zich een 18e-eeuws Sint-Laurentiusbeeld. Het merendeel van het meubilair, alsmede de glas-in-loodramen, stamt uit 1900.